# Tropicana/Noi cannibali
Tropicana/Noi cannibali è un singolo del gruppo musicale italiano Gruppo Italiano, pubblicato nel 1983.

## Tracce
7" – SRL 10982 (Italia)
- Lato A

1. Tropicana – 3:30

- Lato B

1. Noi cannibali – 3:20

12" – SRLM 2029 (Italia)
- Lato A

1. Tropicana – 7:17

- Lato B

1. Tropicana (Instrumental) – 7:00

## Classifiche

### Classifiche settimanali
| Classifica (1983) | Posizione massima |
| ----------------- | ----------------- |
| Italia            | 8                 |

### Classifiche di fine anno
| Classifica (1983) | Posizione |
| ----------------- | --------- |
| Italia            | 27        |